# Сон літньої ночі
«Сон літньої ночі» (англ. A Midsummer Night's Dream) — комедія англійського письменника Вільяма Шекспіра, написана між 1594 та 1596, зареєстрована й опублікована в 1600. Комедія відома чудернацьким переплетенням мотивів античної міфології та літератури й англійського фольклору.
«Сон літньої ночі» одна з найпопулярніших комедій Шекспіра, вона часто ставиться в театрах, в тому числі й українських, неодноразово екранізувалася.
Запропоновані Шекспіром трактування фольклорних персонажів Оберона, Титанії та Пака стали класичними й надалі їх часто використовували інші автори саме в Шекспірівській інтерпретації.

## Дійові особи
- Тезей, князь Афінський.
- Іпполіта, цариця амазонок, заручена з Тезеєм.
- Егей, батько Гермії.
- Гермія, дочка Егея, закохана в Лізандра.
- Лізандр та Деметрій — закохані в Гермію.
- Гелена, закохана в Деметрія.
- Філострат, розпорядник розваг при дворі Тезея.
- Пітер Клинець, тесля (Пролог в інтермедії).
- Нік Навій, ткач (Пірам в інтермедії).
- Френсіс Дудка, міхоправ (Тізба в інтермедії).
- Том Носик, лудильник (Мур в інтермедії).
- Робін Замірок, кравець (Місяць в інтермедії).
- Гембель, столяр (Лев в інтермедії).
- Оберон, король фей і ельфів.
- Титанія, королева фей і ельфів.
- Пак, або Робін Паливода.
- Горошок
- Павутинка
- Ельфи.
- Метелик
- Гірчичка
- Почет Тезея й Іпполіти.
- Інші феї та ельфи — слуги Оберона й Титанії.

Місце дії — Афіни й недалекий ліс.

## Сюжет

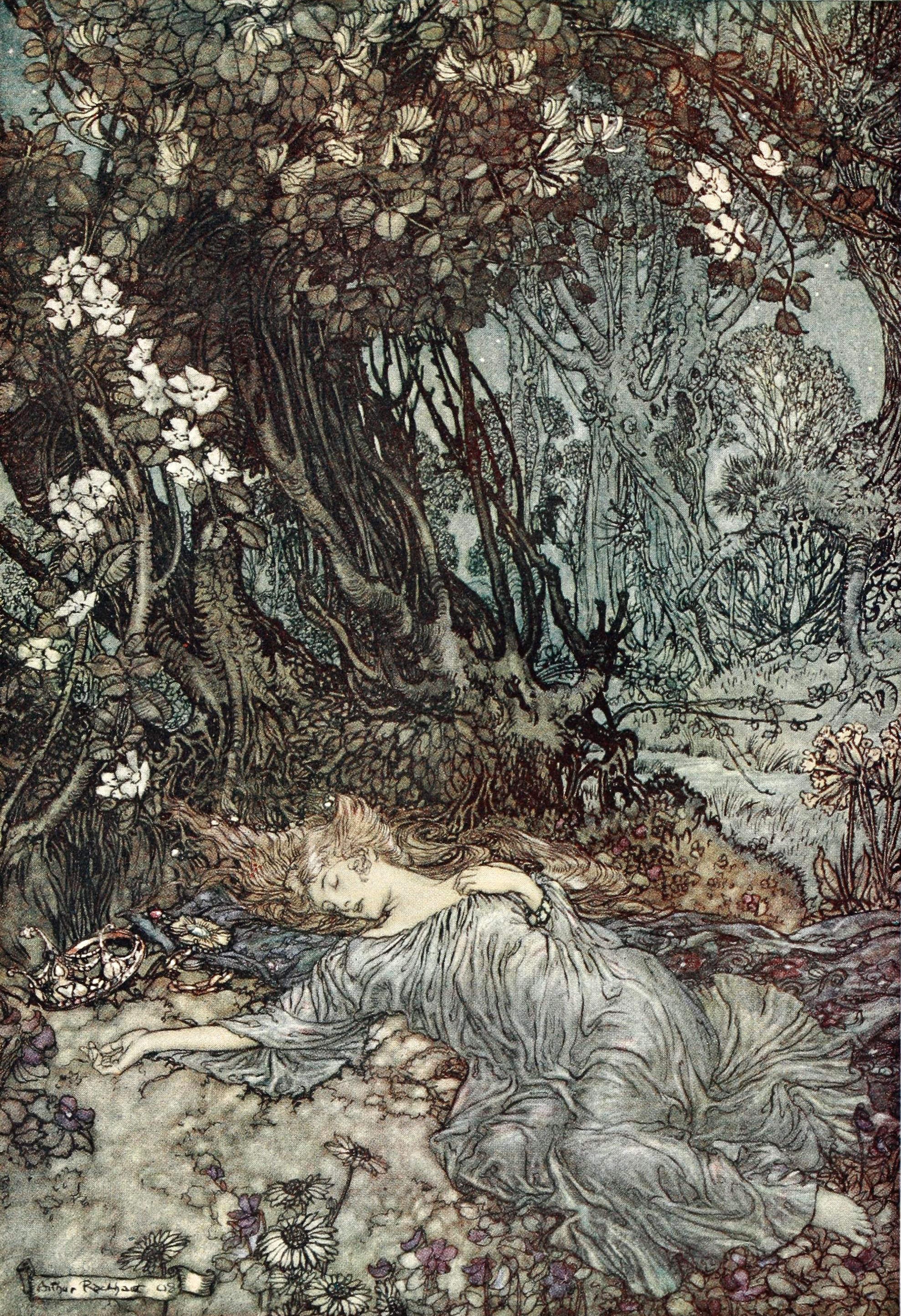
Сон Титанії, ілюстрація Артура Рекгема, 1909 р.

Цар Тезей та цариця амазонок Іпполіта готуються справляти весілля. В цей час двоє юнаків, Лізандр та Деметрій, залицяються до однієї з найкрасивіших дівчат Афін, Гермії, дочки Егея. Гермія з Лізандром взаємно закохані, але Егей забороняє їм одружуватися. Тоді пара вирішує втекти вночі з Афін, щоб таємно обвінчатися. Подруга Гермії, Гелена, кохає Деметрія, але той не відповідає взаємністю. Аби привернути його увагу, Гелена розповідає Деметрію, що Лізнадр втік з Гермією. Розлючений Деметрій кидається навздогін за Гермією, а Гелена слідує за ним. В дорозі Деметрій сварить Гелену, щоб вона відстала, але дівчина продовжує йти за ним.
Тим часом лісовий цар Оберон і його дружина Титанія сперечаються кому належатиме викрадений феями малюк, син індійського султана. Оберон вимагає від Титанії віддати хлопчика йому в пажі, проте Титанія бажає лишити його при собі, адже мати малюка була її подругою. Спалахує сварка, в якій Титанія звинувачує свого чоловіка в зраді з царицею амазонок Іпполітою. Той, не забарившись, звинувачує її в перелюбі з Тезеєм.
Водночас група афінських ремісників готує до весільного торжества Тезея й Іпполіти п'єсу про нещасливе кохання Фісби та Пірама. Репетицію вони проводять у лісі. Ткач Нік Флавій, який грає Пірама, стає жертвою жарту лісового духа Пака. Його голова перетворюється на ослину, що лякає інших ремісників і ті розбігаються.
Оберон дає завдання Паку використати свої вміння на користь, створивши чарівне любовне зілля, щоб помиритися з Титанією. Той знаходить квітку, сік якої змушує Титанію закохатися в першого, кого вона побачить. Ельфи співають Титанії колискову, вона засинає, а Оберон капає їй зілля на очі. Перед цим Оберон дізнається, що Деметрій з Геленою дісталися до його лісу та наказує Паку скористатися зіллям аби Деметрій закохався в Гелену.
Пак знаходить Лізандра з Гермією, що потомившись від втечі заснули. Він думає, що це шукані коханці, та бризкає Лізандру на очі чарівним зіллям. Однак Лізандр, прокинувшись, бачить Гелену та закохується в неї, а Гермію покидає. Помітивши помилку Пака, Оберон капає зілля в очі Деметрію, котрий закохується в Гелену й починає боротьбу за неї з Лізандром. Гелена сприймає це за невдалі жарти та ображається на обох. Гермія ж починає ревнувати коханого до подруги. Оберон сварить Пака та наказує все виправити.
Прокинувшись, Титанія першим бачить ткача з ослиною головою й закохується в нього. Вона збирає квіти та плете для ткача вінок. Оберон знову просить віддати йому дитину і Титанія, захоплена пристрастю до нового коханця, погоджується. Коли Титанія засинає, Оберон капає їй на очі зілля, промовляючи відворотне закляття. Титанія прокидається й не вірить, що могла покохати ткача, і мириться з чоловіком.
Пак за наказом Оберона повертає ткачу людську голову та рятує Гермія з Лізандром від поєдинку, імітуючи їхні голоси. Врешті двоє юнаків і двоє дівчат засинають в лісі, а Пак капає їм на очі зілля, обертаючи його дію. Гермія з Лізандром прокидаються знову кохаючи одне одного, а Деметрій визнає, що Гелена кохає його, та відповідає взаємністю. Всіх чотирьох знаходять Іпполіта й Тезей під час полювання. Тезей оголошує, що їм потрібно одружитися. Закохані не вірять, що все це було насправді, та повертаються в Афіни.
В Афінах вони слухають Егея, котрий визнає, що його дочка може одружитися з Лізандром. Закохані бачать виставу на честь весілля Тезея з Іпполітою, репетиція якої відбувалася напередодні в лісі. Актори грають погано, що смішить глядачів. Титанія з Обероном і ельфами втручаються в виставу, насилаючи присутнім удачу, а потім присипляють їх. Наостанок Оберон звертається до глядачів зі сцени, запевняючи, що це був тільки сон.

## Тематика й мотиви

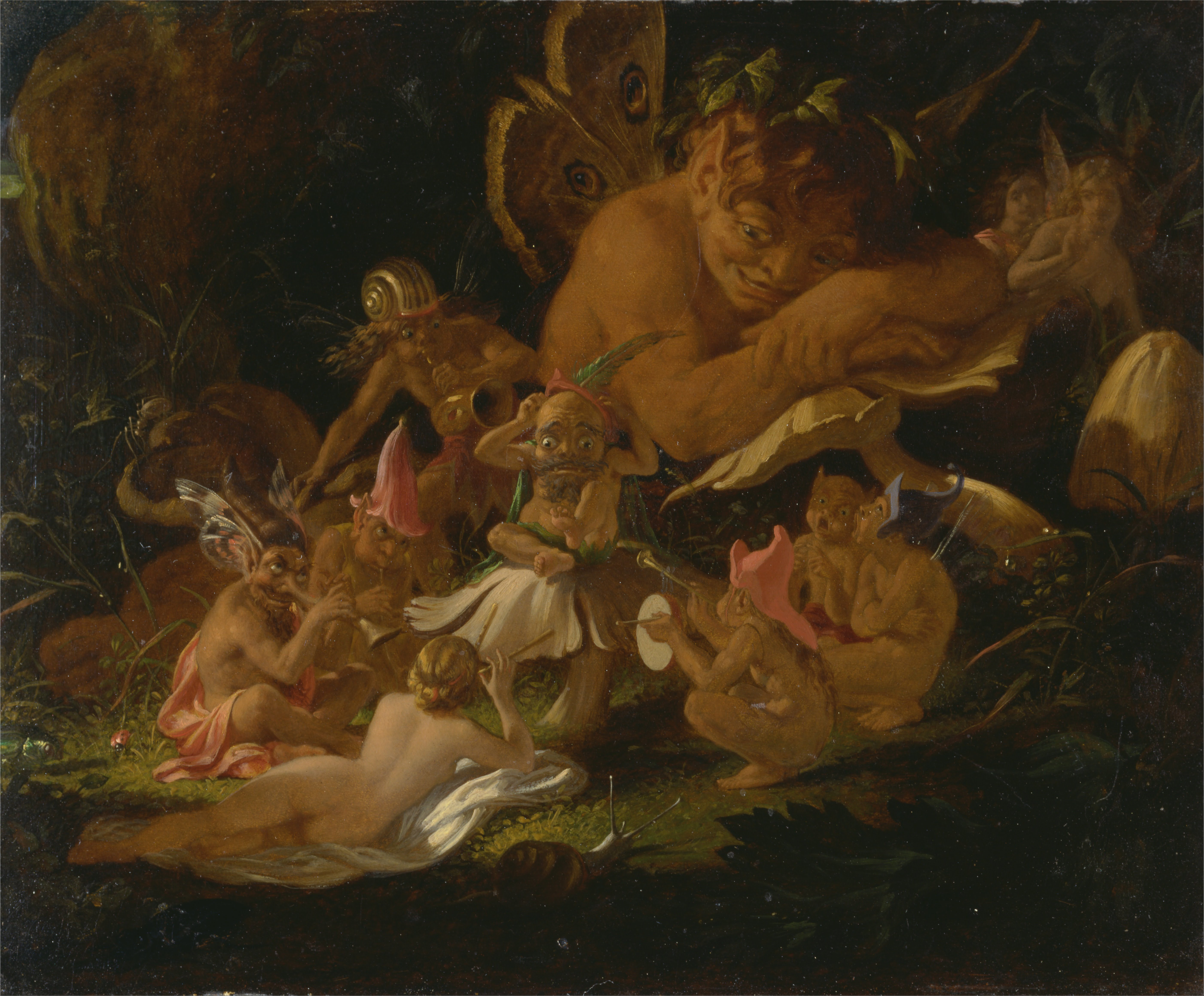
Пак та феї, картина Джозефа Ноеля Патона, бл. 1850 р.

Події «Сну літньої ночі» відбуваються перед святом літнього сонцестояння. Це найкоротша ніч в році, коли за повір'ями межа між світом людей і духів тоншає, звідки головна тематика твору — змішання дійсного та фантастичного, сновидного. Комедія карнавально відтворює античні вакханалії чи сатурналії. Згідно з дослідженням Девіда Вайлза з Лондонського університету в 1993 році, п'єса написана з нагоди весілля придворної покровительки мистецтв Елізабет Кері. Церемонія відбувалася відповідно до астрологічних розрахунків у час поєднанням Венери та молодого місяця, що мало бути сприятливо для зачаття спадкоємця. Тому виконання п'єси не лише сюжетно змішує вигадку з дійсністю, а й виконує таке змішання насправді, залучаючи глядачів до розігрування священного дійства, яке наслідує язичницьке свято.
Поряд з взаємопроникненням дійсного та фантастичного комедія використовує зустріч протилежностей кохання. Одруження Тезея з Іпполітою становить ґрунт для всього сюжету. Комедія починається із зображення двору Тезея, і завершується святкуванням з нагоди весілля Тезея й Іпполіти. Вистава про кохання Пірама та Фісби, яку спершу готують, а потім виконують ремісники, трагічна; проте з неї сміються. Інше протистояння — це кохання людей і лісових духів. У лісі — свій світ, у якому вже не діють закони держави та норми чи звичаї, почуття тут розкуті. Якщо афінський цар Тезей вимагає покори, але фактично лишає право обирати, то лісовий цар застосовує чари для того, щоб підкорити своїй волі Титанію. І водночас насильство чи зрада в світі духів несерйозні, обернені на жарт. Навіть те, що Титанія закохується в ткача з головою віслюка, виглядає смішним. Шекспір тонко ввів до п'єси загравання з мораллю так, що усталені погляди на шлюб, сексуальність, постають не догматами, а лише поглядами, які можна піддати сумніву та виконувати чи не виконувати на свій розсуд. Таке вільнодумство було б недопустиме саме по собі, та Шекспір не дарма переносить його зображення по-перше до фантастичного світу, а по-друге у виставу, де ніхто з акторів не є самим собою, тому і порушення ними норм суспільства прийнятне. Жартівлива поведінка духів і страждання людей засвідчують, що людські уявлення про авторитет хибні, що влада батька над дочкою чи чоловіка над дружиною не повинна бути односторонньою, а натомість відбуватися в діалозі.
Важливо, що світ духів, у реальності якого персонажі-люди сумніваються, насправді створює головні конфлікти в творі. Саме сварка Титанії з Обероном призводить до того, що Пак отримує чарівний сік аби причарувати Титанію. І через той же сік Лізандр закохується в Гелену проти своєї волі. Хоча він з Гермією втікачі, обоє були вільні та щирі в своїх почуттях, поки не зіткнулися з лісовими духами. Тут постає ще одна тема — втрата індивідуальності через примус з боку інших людей. Проте на думку британського історика Віктора Кірнана, точніше казати не про втрату індивідуальності, а про розмиття її меж, що слугує для практичного вирішення несподіваних проблем. Світ духів, попри свій непостійний, хаотичний вигляд, раціональний. Дослідник естетики Девід Маршалл також зауважує, що крізь комедію проходить мотив об'єднання роз'єднаного в цілісність. Наприклад, ремісники мають кожен свою функцію, але разом складають колектив. Втрата індивідуальності потрібна для того, щоб знайти нову, раціональнішу індивідуальність. Тож персонажі п'єси, ненадовго перестаючи бути самими собою, віднаходять краще розуміння одне одних.

## Адаптації

### Фільми

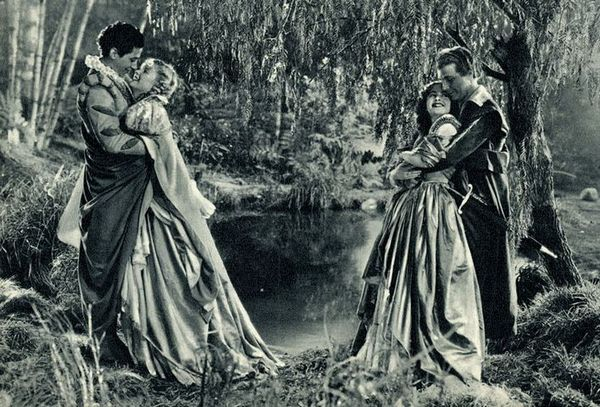
Кадр з німецької екранізації 1935 року

- «Сон літньої ночі» (A Midsummer Night's Dream, 1909, США)
- «Сон літньої ночі» (Le songe d'une nuit d'été, 1909, Франція)
- «Сон літньої ночі» (Sogno di una notte di mezza estate, 1913, Італія)
- «Сон літньої ночі» (Ein Sommernachtstraum, 1925, Німеччина)
- Кадр з німецької екранізації 1935 року«Сон літньої ночі» (A Midsummer Night's Dream, США 1935)
- «Пірам і Фісба» (Pyramus and Thisbe, 1937, Велика Британія)
- «Нескорений рабству» (Αδούλωτοι σκλάβοι, 1946, Греція)
- «Сон літньої ночі» (Sen noci svatojánské, 1959, Чехословаччина) — ляльковий мультфільм
- «Сон літньої ночі» (Kesäyön unelma, 1962, Фінляндія)
- «Сон літньої ночі» (A Midsummer Night's Dream, 1968, Велика Британія, США)
- «Сон літньої ночі» (Sogno di una notte d'estate, 1983, Італія)
- «Сон ночі…» (Sen noci…, 1986, Чехословаччина)
- «Сон літньої ночі» (Kesäyön unelma, 1994, Фінляндія)
- «Нічна засідка» (Ill Met by Moonlight, 1994, США)
- «Королева фей» (The fairy queen, 1995, Велика Британія) — фільм-опера
- «Сон літньої ночі» (A Midsummer Night's Dream, 1999, Велика Британия, Італія, США)
- «Сонцестояння» (Midsummer, 1999, США)
- «Крем літньої ночі» (A Midsummer Night's Cream, 2000, США, 2000) — порнографічна версія
- «Дитячий сон літньої ночі» (The Children's Midsummer Night's Dream, 2001, Велика Британія) — всі ролі виконують діти
- «Вірус кохання» (Get Over It, 2001, США) — за мотивами цього та інших творів Шекспіра
- «Вечірка літньої ночі» (A Midsummer Night's Rave, 2002, США)
- «Зміна сезонів» (The Seasons Alter, 2002, Велика Британія) — короткометражний фільм
- «Шекспір для дітей: Сон літньої ночі» (Shakespeare 4 Kidz: A Midsummer Night's Dream, 2003, Велика Британія)
- «Сон літньої ночі» (Stredoletní noci sen, 2005, Чехія)
- «Сон літньої ночі» (2005, Іспанія, Португалія) — мультфільм
- «Сон літньої ночі» (Le Songe d'une nuit d'été, 2005, Франція, Іспанія) — фільм-опера
- «Сон літньої ночі» (Sogno di una notte di mezza estate, 2007, Італія) — фільм-балет
- «Сон літньої ночі» (A Midsummer Night's Dream, 2006, Словаччина)
- «Якби весь світ був моїм» (Were the World Mine, 2008, США)
- «Ремісники» (Die Mekaniks, 2009, США)
- «Сон літньої ночі» (真夏の夜のユメ, 2009, Японія)
- «Королева фей» (The Fairy Queen, 2009, Японія, Франція, Велика Британія) — комедійний мюзикл
- «Сон літньої ночі» (A Midsummer Night's Dream, 2010, США)
- Приквел «Титанії» (The Titania Prequel, 2010, США)
- «Одна літня ніч» (One Summer Night, 2011, США)
- «Сон літньої ночі» (A Midsummer Night's Dream, 2014 Велика Британія)
- «Сон літньої ночі» (A Midsummer Night's Dream, 2014, США)
- «Сон літньої ночі» (Le Songe d'une nuit d'été, 2015, Франція)
- «Сон літньої ночі» (A Midsummer Night's Dream, 2016, Велика Британія)
- «Дивніше за правду» (More Strange Than True, 2016, Велика Британія)
- «Карибський сон» (2017, Велика Британія, Барбадос)
- «Сон літньої ночі» (San letnje noci, 2017, Сербія)
- «Сон літньої ночі Вільяма Шекспіра» (William Shakespeare's a Midsummer Night's Dream, 2017, США)
- «Сон літньої ночі» (A Midsummer Night's Dream, США)
- «Сон літньої ночі» (A Midsummer Night's Dream, 2017, США)
- «Сон літньої ночі» (Le Songe d'une nuit d'été, Франція)
- «Кошмар літньої ночі» (A Midsummer's Nightmare, 2017, США)

### Телебачення
- «Сон літньої ночі» (A Midsummer Night's Dream, 1946, Велика Британія)
- «Сон літньої ночі» (A Midsummer Night's Dream, 1947, Велика Британія)
- «Сон літньої ночі» (A Midsummer Night's Dream, 1950—1951, Велика Британія)
- «Сон літньої ночі» (Ein Sommernachtstraum, 1958, ФРН)
- «Сон літньої ночі» (A Midsummer Night's Dream, 1958, Велика Британія) — епізод телесеріалу «Театр недільного вечора»
- «Сон літньої ночі» (A Midsummer Night's Dream, 1959, США)
- «Сон літньої ночі» (Een Midzomernachtsdroom, 1963, Нідерланди)
- «Сон літньої ночі» (A Midsummer Night's Dream, 1964, Велика Британія) — епізод телесеріалу ITV «П'єса тижня)»
- «Сон літньої ночі» (Ein Sommernachtstraum, 1964, ФРН)
- «Сон літньої ночі» (El sueño de una noche de verano, 1964, Іспанія) — епізод телесеріалу «Гран театр»
- «Сон літньої ночі містера Маґу» (Mr. Magoo's A Midsummer Night's Dream, 1965, США) — епізод анімаційного телесеріалу «Знамениті пригоди Містера Маґу»
- «Сон літньої ночі» (Ein Sommernachtstraum, 1965, ФРН)
- «Сон літньої ночі» (A Midsummer Night's Dream, 1967, США) — фільм-балет
- «Сон» (The Dream, 1967, Велика Британія) — фільм-балет
- «Сон літньої ночі» (Ein Sommernachtstraum, 1968, ФРН)
- «Сон літньої ночі» (Le songe d'une nuit d'été, 1969, Франція)
- «Сон літньої ночі» (Midzomernachtsdroom, 1970, Бельгія)
- «Сон літньої ночі» (A Midsummer Night's Dream, 1971, Велика Британія) — епізод телесеріалу «П'єса місяця»
- «Сон літньої ночі» (El sueño de una noche de verano, 1972, Іспанія) — епізод телесеріалу «Студія 1»
- «Сон літньої ночі» (Sen noci svatojánské, 1973, Чехословаччина)
- «Сон літньої ночі» (Ein Sommernachtstraum, 1979, НДР)
- «Сон літньої ночі» (A Midsummer Night's Dream, 1981, Велика Британія)
- «Сон літньої ночі» (A Midsummer Night's Dream, 1981, Велика Британія)
- «Сон літньої ночі» (A Midsummer Night's Dream, 1982, ПАР)
- «Сон літньої ночі» (A Midsummer Night's Dream, 1982, США)
- «Сон літньої ночі» (El somni d'una nit d'estiu, 1984, Іспанія) — каталонською мовою
- «Сон літньої ночі» (Ein Sommernachtstraum, 1984, НДР)
- «Сон літньої ночі» (A Midsummer Night's Dream, 1985, Велика Британія, Іспанія)
- «Мендельсон: Сон літньої ночі» (1986, США) — фільм-балет, епізод телесеріалу «Прямий ефір з Лінкольн-центру»
- «Королева фей» (La reine des fées, 1989 год, Франція) — фільм-опера
- «Сон літньої ночі» (En midsommarnattsdröm, 1990, Швеція)
- «Сон літньої ночі» (1992, Росія, Велика Британія) — мультфільм з серії «Шекспір: Великі комедії та трагедії»
- «Сон літньої ночі» (Un soño de verán, 1992, Іспанія) — галісійською мовою
- «Сон літньої ночі» (A Midsummer Night's Dream, 1996, Велика Британія)
- «Сон літньої ночі» (A Midsummer Night's Dream, 1999, Велика Британія) — фільм-балет
- «Сон літньої ночі» (Sueño de una noche de verano, 1999, Іспанія) — епізод телесеріалу «Що за великий театр!» / ¡Qué grande es el teatro!
- «„Сон“ з Американським театром балету» (The Dream' with American Ballet Theatre, 2004, США) — епізод телесеріалу «Великі вистави»
- «Сон літньої ночі» (2005, Велика Британія) — епізод з циклу BBC «Шекспір на новий лад»
- «Скруф у Сні літньої ночі» (Scruff in a Midsummer Night's Dream, 2005, Іспанія) — мультфільм, епізод серіалу «Скруф»
- «Сон літньої ночі» (A Midsummer Night's Dream, 2009, Велика Британія)
- «Сон літньої ночі» (A Midsummer Night's Dream, 2016, Велика Британія)

## Українські переклади
- Уілієм Шекспір. Сон літньої ночі. Львів: Рідна школа, 1927. 64 с. (в перекладі Ярослава Гординського)
- В. Шекспір. Зібрання творів у 6-ти томах. Том 2. К.: Дніпро, 1986. 624 с. — С.: 414—476. (в перекладі Юрія Лісняка)